# Râul cu Viorele
Râul cu Viorele este un râu din România, afluent al râului Câlniștea. 